# Anancylus malasiacus
Anancylus malasiacus är en skalbaggsart som beskrevs av Stefan von Breuning 1982. Anancylus malasiacus ingår i släktet Anancylus och familjen långhorningar. Inga underarter finns listade i Catalogue of Life.